# Gibson ES-335
Gibson ES (Electric Spanish) — серия гитар производства американской компании Gіbson, первая в мире коммерческая серия электрогитар с полупустым корпусом, выпускающияся с 1958 года. Первой моделью серии стала гитара Gibson ES-335, иногда известная как «тонкостенная полая гитара» или полуакустическая. Корпус не является ни полностью пустотелым, ни сплошным; вместо этого через центр его тела проходит массивный кленовый блок. Боковые «крылья», образованные двумя «прорезями» в его верхних частях, являются полыми, а верх имеет два скрипичных стиля f-отверстий над полыми камерами. С момента своего выпуска компания Gibson выпустила множество вариаций и других моделей, основанных на конструкции ES-335.

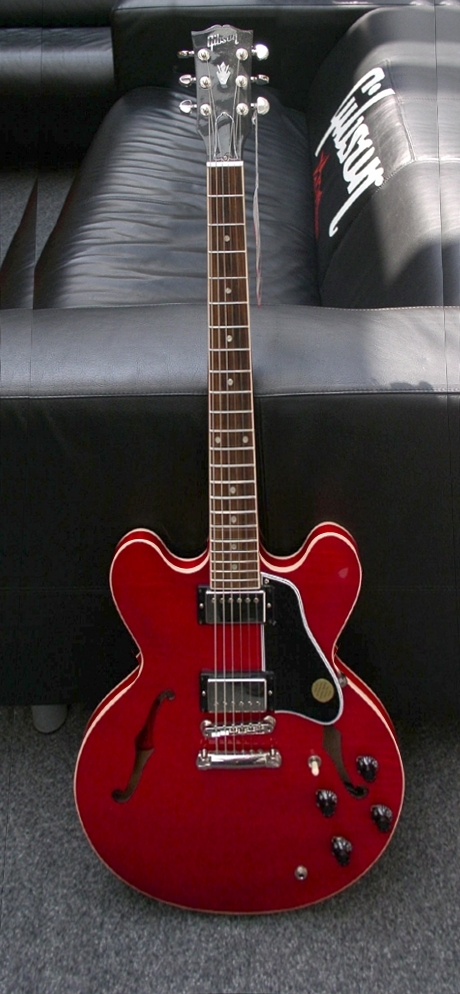
Гитара Gibson ES-335 в цвете Vintage Cherry

## История
До 1952 года Gibson производил только гитары с полым корпусом, которые при громком усилении подвержены обратной связи. В том же году был представлен их первый цельный корпус, Gibson Les Paul, инструмент, значительно отличающийся от раннего электрогитарного эксперимента Les Paul, «The Log», который состоял из центрального блока со съёмными камерами с обеих сторон, грифом, крепежом и звукоснимателем. К 1958 году Гибсон сделал несколько цельнокорпусных моделей, которые имели гораздо более низкую обратную связь и лучший сустейн, но не имели более темного, более теплого тона и неусиленного объёма полых корпусов. ES-335 был попыткой найти золотую середину: более теплый тон, чем у твердого корпуса, произведенный с почти такой же небольшой отдачей. Хотя полуполые корпуса, такие как ES-335, по сути, являются компромиссом с более ранними разработками, они по этой причине чрезвычайно гибкие, о чём свидетельствует популярность ES-335 в широком диапазоне музыки, включая блюз , джаз и рок-н-ролл . При базовой цене 267,50 долларов он быстро стал бестселлером и непрерывно производился с 1958 года. Классическая версия ES-335 обладает двумя звукоснимателями, трёх позиционным переключателем, четырьмя потенциометрами (2 громкости, 2 тона) и фиксированным бриджем.
Первое крупное обновление произошло в середине 1962 года, причем наиболее заметным изменением стали маркеры на шее: ранние у моделей были точки (отсюда «горловина с точкой»), у более поздних моделей были блоки.

## Модели

### ES-345

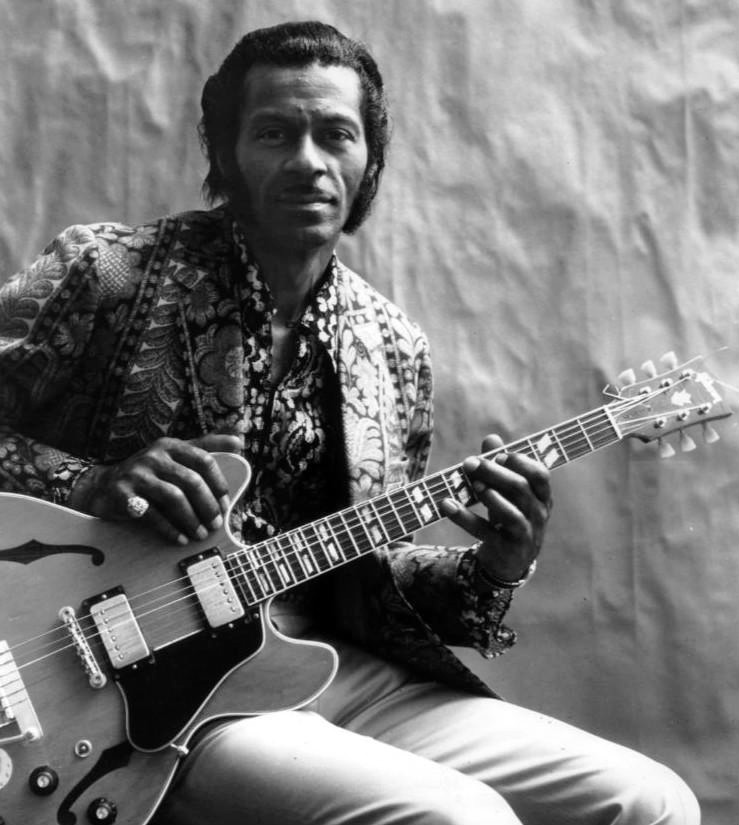
Чак Берри и его ES-345

ES-345 (полупустой) был впервые произведен в 1958 году как высококлассная версия ES-335. Хотя конструкция очень похожа на модель 335, модель 345 оснащена многопозиционным переключателем «Varitone», расположенным прямо над регуляторами ведущего тембра и громкости, в который добавлены различные комбинации катушек индуктивности и конденсаторов в схему электронного звукоснимателя гитары, чтобы изменить её резонансную частоту и добавить особого оттенка звуку. ES-345 также оснащен дополнительным стереофоническим выходным разъемом, позолоченной фурнитурой, большими разделенными параллелограммами на накладке грифа и более толстой трехслойной окантовкой, чем у ES-335.
Среди известных пользователей: Чак Берри , BB King, Фредди Кинг, Билл Нельсон и другие.
ES-345 был снят с производства в 1981 году, через год после выпуска Gibson Lucille, основанного на ES-355. С 2012 года ES-345 доступен ограниченным тиражом в линейке скидок Gibson, Epiphone Guitars, а также ES-355. Различия между двумя моделями заключаются в следующем:
- Маркеры положения на ES −345 — это «разделенный параллелограмм», а не «блочные» вставки, используемые в ES-355. Кроме того, первый лад на ES-345 не инкрустирован.
- Разводка стереовыходов и Varitone были установлены на заводе-изготовителе на ES-345 и ES-355TD-SV, но не на немодифицированном ES- 355TD (моно версия).
- Бридж (Vibrola или Bigsby) был опцией на ES-345; Напротив, он был установлен на заводе-изготовителе на большинстве ES-355 (за исключением более ранних моделей 1950-х годов, последних моделей после 1979 года и Люсиль).

### ES-355TD
ES-355TD (Thinline semi-hollow, двойные звукосниматели) был на вершине линейки тонкостенных полуполотых электрогитар Gibson. Она производилась с 1958 по 1982 год, а также переиздавалась несколько раз, последний из которых в 2013, оснащалась опцией Varitone Stereo (SV), как и ES-355TD-SV, выпущенная в 1959 году.
В дополнение к многослойному переплету, передняя бабка имеет инкрустацию из рассечённого алмаза, а не меньшую коронку на модели 335/345. Накладки на накладку грифа — это инкрустированные перламутровые блоки, начиная с первой позиции грифа. Помимо грифа, переплет также применяется к гриву и как переднему, так и заднему краям корпуса. В отличие от грифа из розового дерева на модели 335 или 345, обе версии 355 имеют накладку из чёрного дерева для «более плавного» звука. В переизданиях используется гриф из рихлита. Ранние модели бюджетной версии ограниченного выпуска Epiphone имели накладку из чёрного дерева, но более поздние выпуски имели доску из розового дерева.

### Люсиль
Самым известным пользователем ES-335, вероятно, является Би Би King, чья торговая марка гитара, Lucille, стала основой для фирменной модели 1981 года. В стандартной комплектации он имеет дополнительную стерео проводку и схему Varitone. Он отличается от ES-355 тем, что гриф из клена вместо красного дерева, название «Люсиль» на головке грифа и отсутствие F-образного отверстия на её вершине.